# 岐阜保健大学医療専門学校
岐阜保健大学医療専門学校（ぎふほけんだいがくいりょうせんもんがっこう）とは、岐阜県岐阜市東鶉2の69にある専門学校。
岐阜県で唯一、はり師、きゅう師、柔道整復師の国家試験の受験資格が得られる専門学校である。
2007年（平成19年）より看護学科が岐阜保健短期大学に改組された。それに伴い、残りの学科も改組され、岐阜保健短期大学医療専門学校に改称された。
2011年　（平成23年）資格のない教員に授業をさせていたことが発覚した
2019年（平成31年）より岐阜保健大学が設置された際、岐阜保健大学医療専門学校に改称された。

## 学科
- 東洋医療学科
  - はり・きゅう科　
  - 柔道整復科

若干名だが、社会人枠が設置されている。

### 過去に存在した学科
- 介護福祉学科
- 看護学科
- リハビリテーション学科　
  - 理学療法科：2009年度より岐阜保健短期大学リハビリテーション学科に移行された。
  - 作業療法科：2010年度より、岐阜保健短期大学リハビリテーション学科に移行された。

## 取得可能な資格
- はり師国家試験受験資格
- きゅう師国家試験受験資格
- 柔道整復師国家試験受験資格

## 付属施設
- 特別養護老人ホームサンライフ彦坂
- 東洋医療学科付属はり・きゅう治療院

## 沿革
- 1978年　中央調理師学校が厚生省（当時）によって認可される
- 1978年　厚生大臣指定の中央調理師学校を開設
- 1996年　校名を「豊田学園医療福祉専門学校」に変更
- 1999年　リハビリテーション学科設置認可
- 2003年　はり・きゅう科設置認可
- 2004年　柔道整復科設置認可
- 2007年　看護学科が岐阜保健短期大学に改組される。それに伴い、残りの学科も改組され、岐阜保健短期大学医療専門学校に改称。
- 2009年 理学療法学科が岐阜保健短期大学に改組される。
- 2010年 作業療法学科が岐阜保健短期大学に改組される。
- 2019年 岐阜保健大学医療専門学校に改称される。

## 交通機関
岐阜バス「岐阜保健短大」バス停下車、徒歩約3分。
- 名鉄岐阜のりば（名鉄岐阜駅西）2番のりばより加納南線「東鶉」行き。
- JR岐阜駅バスターミナル（JR岐阜駅）5番のりばより加納南線「東鶉」行き。
  - 加納南線の「茜部菱野」行きは途中で折り返してしまうので注意。

## 著名な講師
- 豊田育子　校長